# Roger Morsa
 (juillet 2022).
Roger François Joseph Morsa (Ben-Ahin près de Huy, 15 juillet 1909 - Saint-André-lez-Bruges, 1er juillet 1950) fut un résistant belge.

## Biographie
Né dans le village wallon de Ben-Ahin près de Huy, fils de Gaston Morsa et de Marie Fourneau, il est nommé le 1er janvier 1928 commis technicien à la direction du cadastre à Bruges. Il apprend le néerlandais, s'intègre dans son nouvel environnement et épouse en 1931 Marie-Marthe Coemelck de Zonnebeke avec qui il eut cinq enfants.
Promu vérificateur en 1934, il réussit l'examen de géomètre en septembre 1936. En 1942 il devient géomètre - chef de division (grade administratif).
D'octobre 1929 à octobre 1930, Morsa fait son service militaire, qu'il termine avec le grade de sergent. En 1933 il est versé dans le cadre de réserve avec le grade de sous-lieutenant, et en 1937 avec celui de lieutenant. En octobre 1939, il est rappelé et sert en tant qu'officier de renseignement auprès de plusieurs régiments. 
Le 10 mai 1940, a lieu l'invasion allemande de la Belgique. Fait prisonnier lors de la campagne des 18 jours, Roger Morsa réussit à convaincre les Allemands qu'il n'est qu'un simple 'porteur de courrier' et est relâché. Il est démobilisé le 1er juin 1940 et reprend ses activités au cadastre.
Dom Nicolas Huyghebaert, qui l'a bien connu, écrit de lui : « Morsa avait l'extraordinaire talent pour simuler les apparences d'un homme quelconque, craintif et peu intelligent. ».
Il meurt à l'âge de 41 ans, des suites d'un cancer des poumons.
Un de ses fils, Guy Morsa (Saint-André-lez-Bruges, 31 mars 1937 - Turnhout, 31 mai 2010) devient directeur du cadastre pour la région d'Anvers, et lieutenant-colonel de réserve dans l'Armée belge.

## Résistance
Une division de l'Organisation Todt, installée à Bruges, s'occupait des fortifications le long des côtes de Belgique et du Nord de la France et entre autres du Mur de l'Atlantique. À partir de mars 1942, l'organisation s'installe dans l'abbaye Saint-André de Bruges. D'autre part, une maison de maître dans la Rue Nord du Sablon (Noordzandstraat) abrite les services du Stab 5 Festungs Nachschub, qui a pour mission d'établir les plans ultra-secrets pour la sécurité, destinés au commandement suprême de l'armée allemande (OKW, Oberkommando der Wehrmacht).  
Ces deux organismes allemands ne disposent pas de machines à copier les plans et s'adressent dès lors à la seule instance officielle qui possédait une telle machine, le service du cadastre à Bruges. Au mois de décembre 1940, un premier plan est copié, indiquant les fortifications allemandes autour de Dunkerque. Morsa réussit à en faire une deuxième copie et à la garder. À partir de mars 1942, le cadastre est fréquemment mis à contribution et c'est Morsa qui doit exécuter les ordres donnés par les Allemands.
Tout en étant considéré dans son entourage comme pro-allemand, il adhère en mars 1942 au service de renseignements Zig dirigé par Christian Jooris (1905-1994), qui habite Wingene. Morsa appartient déjà depuis 1940 au 'Service belge d'action et de renseignement', dirigé par un parent de Christian Jooris, le major Frédéric de Peñeranda de Franchimont (1893-1984), et avait comme chef de groupe à Bruges le docteur Pierre Glorieux. Il y est noté en 1940 avec le grade d'adjudant et en 1942 avec celui de lieutenant. Le 15 mars 1944 il accède au grade de capitaine et après la guerre il est reconnu comme capitaine de réserve, et ensuite comme capitaine-commandant de réserve.

## Grand copieur de plans ultra-secrets
C'est surtout à partir de 1942 que les Allemands viennent de plus en plus fréquemment copier des plans et Morsa, aidé par son collègue Georges Van den Berghe, réussit chaque fois à faire une deuxième copie. Il se dirigeait ensuite vers la maison toute proche du docteur Glorieux, de qui il était un soi-disant patient. Les copies y étaient microfilmées et ensuite Morsa prenait sa bicyclette et portait les films chez Jooris à Wingene, d'où elles partaient pour Londres, par la France et l'Espagne.
Entre août 1942 et le 30 août 1944, Morsa copia plus de mille plans qui parvinrent aux Alliés.
Parmi ces plans se trouvaient: les positions de l'armée allemande d'Amsterdam jusqu'à Gravelines, l'ensemble du réseau téléphonique reliant les unités militaires, le réseau téléphonique d'alarme depuis Amsterdam jusqu'à Bordeaux, le plan indiquant tous les quartiers généraux le long des côtes, les plans détaillés de tous les champs de mines réels et simulés, l'organisation de la défense de Zeebruges, Ostende, Bruges, Rotterdam et Bordeaux, le plan détaillé des unités occupant l'île de Walcheren, la structure de la division blindée Hermann Göring (casernée à Izegem), le détail des signaux télégraphiques et des projecteurs et signaux optiques en cas d'attaques alliées, les points de défense et nids de résistance le long des côtes, etc.
En juillet 1943, un courrier du réseau Zig est arrêté en France. Il est en possession de plans ultra-secrets en provenance de Bruges. Cinq militaires allemands sont soupçonnés de haute trahison. Morsa est également interpellé et soumis à un interrogatoire serré. Il sait convaincre les Allemands de son innocence et est remis en liberté. Les soupçons se concentrent dès lors sur l'Autrichien Johann Kisch, qui est trouvé en possession d'un paquet de dollars, obtenu de la part d'entrepreneurs qui construisent le Mur de l'Atlantique. (Le 11 septembre 1944, la veille de la libération de Bruges, il est convaincu de trahison et passé par les armes).
Après quelques semaines, Morsa reprend les copies pour les Allemands. De juillet 1943 à la fin août 1944, ce sont encore environ 300 plans dont il fait parvenir une copie aux Alliés. Ainsi, le 3 août 1944, il arrive  transmettre les plans de la retraite de la Quinzième Armée allemande vers les Bouches-de-l'Escaut et le canal Albert.

## Appréciations
Comme son biographe Huyghebaert le décrit, Morsa était « doué d'un courage et d'un sang-froid vraiment exceptionnels ».  Qu'il ne fut jamais pris, pas même après les soupçons de juin 1943, et qu'on lui fit à nouveau confiance pour les copies, fait penser que les services allemands ne faisaient pas preuve d'une grande perspicacité. D'autant plus que Morsa eut l'imprudence incroyable de garder les copies, après les avoir microfilmées, au lieu de les détruire. Morsa se rendait chez Glorieux afin d'être traité pour un prétendu ulcère à l'estomac, et ensuite il rejoignait Jooris (avec les microfilms cachés dans le cadre de sa bicyclette) dans le but affiché de frauder du beurre et des œufs. Il eut suffi de le prendre en filature. 
Les biographes Huyghebaert et Schepens ont décrit Morsa comme « sans conteste le plus important agent d'information de la région brugeoise et sans doute un des plus importants parmi les agents ayant travaillé pour les Alliés. »
Dans ses mémoires de guerre, Winston Churchill écrivait: "En matière d'installations radar ennemies, nous fûmes informés par des agents dans les pays occupés. Je me dois de citer surtout les Belges; en 1942 ils nous procurèrent à peu près 80 % des informations. Ils nous fournirent entre autres une carte de la plus haute importance concernant les installations radar et leurs projecteurs, en particulier ceux des secteurs septentrionaux de la Belgique. Fin 1942, nous étions au courant non seulement de la façon dont le système ennemi fonctionnait mais également de la manière dont nous devions l'attaquer."  Sans le nommer et même probablement sans le connaître, Churchill rendait ainsi hommage à Morsa.
Le 2 avril 2011, une plaque commémorative fut apposée sur la maison natale de Roger Morsa, Rue de la Sarte à Ben-Ahin (Huy) avec le texte:
" Ici est né ROGER MORSA
Capitaine ARA LL 8000
Ben-Ahin 1909-1950 Bruges
Titulaire de multiples décorations alliées
Dont les actes de résistance permirent
d'épargner des milliers de vies
lors du débarquement de juin 1944
IL A GRANDI LA PATRIE 
RUSRA-KUIAD = Royale Union des Services de Renseignement et d'Action, ASBL  / Koninklijke Unie der Inlichtings- en ActieDiensten VZW " .
Le 28 juin 2021, le conseil communal de Bruges décide de nommer une rue en son honneur ,. 

## Distinctions honorifiques
- Chevalier de l'Ordre de Léopold avec palme (1946)
- Croix de guerre avec palme (1950)
- Medal of Freedom (États-Unis)
- Médaille commémorative française de la guerre 1939-1945 (1948)
- Honorary Member of the Most Excellent Order of the British Empire (OBE), division militaire (1948)

## Littérature
- Winston S. Churchill, The Second World War, vol. IV, The Hinge of Faith, 1951, blz. 294.
- Nicolas Huyghebaert, Roger Morsa, Biographie nationale de Belgique, T. XXXVIII, 1972, col. 618-622
- A. Keukeleire, De abdij Sint-Andries-Zevenkerken tijdens de tweede Wereldoorlog, Brugs Ommeland, XII, 1972, p. 77-92
- G. Laloo, De fotografische diensten van het kadaster te Brugge, Brugs Ommeland, XIII, 1973, p. 9-10
- Luc Schepens, Brugge Bezet, het leven in een stad tijdens twee wereldoorlogen, Tielt, 1985, p. 232-238.
- F. Strubbe, Geheime Oorlog 40/45. De inlichtings- en actiediensten in België, Tielt, 1992
- Robert Vlaemynck, Roger Morsa, De Kroniek van Sint-Andries, oktober 1994
- Pierre Van Outryve d'Ydewalle, Mijn oorlogsjaren, Tielt, 1997
- Kurt Ravyts & Jos Rondas, Het Brugse 1940-1945. Deel 1, Collaboratie en Verzet, Courtrai, 2000
- Robert Vlaemynck, Roger Morsa, Brugge & september 1944, Deel I, Brugge, 2002
- Marie-Pierre d'Udekem d'Acoz, Pour le Roi et la Patrie. La noblesse belge dans la Résistance, Tielt, 2003
- Adrien Fache, Alias Marc Léman. Services de Renseignements militaires Belges, 1940-1945. Organisation et Souvenirs, 2003
- Bob Warnier, Roger Morsa - een verzetsman in WO II, Brugge die Scone, décembre 2010, p. 59-61
- D[ries] D[e] R[Rycke], Fier op erkenning voor vader, Brugsch Handelsblad, 1er avril 2011, p. 24
- Chantal Trinteler, Roger Morsa a grandi la patrie, L'Avenir, 4 avril 2011